# Chemnitzer Fußballclub 2021-2022
Questa voce raccoglie le informazioni riguardanti il Chemnitzer Fußballclub nelle competizioni ufficiali della stagione 2021-2022.

## Stagione
Nella stagione 2021-2022 il Chemnitz, allenato da Daniel Berlinski e Christian Tiffert, concluse il campionato di Regionalliga nordest al 5º posto.

## Rosa
| N. |                      | Ruolo | Calciatore       |
| -- | -------------------- | ----- | ---------------- |
| 1  | Rep. Ceca (bandiera) | P     | Jakub Jakubov    |
| 2  | Germania (bandiera)  | C     | Aschti Osso      |
| 4  | Germania (bandiera)  | D     | Niclas Walther   |
| 5  | Slovenia (bandiera)  | D     | Jovan Vidovič    |
| 6  | Germania (bandiera)  | C     | Dominik Pelivan  |
| 7  | Germania (bandiera)  | C     | Christian Bickel |
| 8  | Turchia (bandiera)   | C     | Okan Kurt        |
| 9  | Germania (bandiera)  | A     | Furkan Kircicek  |
| 10 | Polonia (bandiera)   | C     | Riccardo Grym    |
| 11 | Germania (bandiera)  | A     | Benjika Caciel   |
| 13 | Germania (bandiera)  | A     | Max Roscher      |
| 14 | Germania (bandiera)  | C     | Tim Campulka     |
| 15 | Germania (bandiera)  | C     | Felix Schimmel   |
| 16 | Germania (bandiera)  | A     | Kevin Freiberger |
| 17 | Germania (bandiera)  | D     | Jonas Dittrich   |

| N. |                                 | Ruolo | Calciatore        |
| -- | ------------------------------- | ----- | ----------------- |
| 18 | Germania (bandiera)             | C     | Stanley Keller    |
| 19 | Germania (bandiera)             | D     | Lukas Aigner      |
| 20 | Slovacchia (bandiera)           | C     | Roman Bekö        |
| 20 | Germania (bandiera)             | A     | Felix Brügmann    |
| 21 | Germania (bandiera)             | D     | Robert Zickert    |
| 22 | Germania (bandiera)             | P     | David Wunsch      |
| 23 | Germania (bandiera)             | D     | Nils Köhler       |
| 25 | Germania (bandiera)             | C     | Roman Eppendorfer |
| 26 | Bosnia ed Erzegovina (bandiera) | D     | Jasin Jusić       |
| 28 | Svizzera (bandiera)             | A     | Kilian Pagliuca   |
| 29 | Germania (bandiera)             | C     | Simon Roscher     |
| 33 | Germania (bandiera)             | P     | Isa Doğan         |
| 35 | Germania (bandiera)             | P     | Alexander Dorfs   |
| 38 | Germania (bandiera)             | C     | Tobias Müller     |

## Organigramma societario
Area tecnica
- Allenatore: Christian Tiffert
- Allenatore in seconda: Niklas Hoheneder
- Preparatore dei portieri: Marcel Höttecke
- Preparatori atletici:
- Analisi video:

## Calciomercato

### Sessione estiva
| Acquisti | Acquisti        | Acquisti        | Acquisti |
| R.       | Nome            | da              | Modalità |
| -------- | --------------- | --------------- | -------- |
| A        | Kilian Pagliuca | Nitra           |          |
| A        | Furkan Kircicek | Türkgücü        |          |
| C        | Aschti Osso     | Chemnitz U19    |          |
| C        | Dominik Pelivan | Energie Cottbus |          |
| D        | Niclas Walther  | Chemnitz U19    |          |

| Cessioni | Cessioni          | Cessioni          | Cessioni |
| R.       | Nome              | a                 | Modalità |
| -------- | ----------------- | ----------------- | -------- |
| A        | Danny Breitfelder | Rot-Weiß Coblenza |          |
| A        | Lukas Knechtel    | Greifswalder      |          |
| D        | Paul Milde        | Steinbach         |          |
| A        | Theo Ogbidi       | Lokomotive Lipsia |          |

### Sessione invernale
| Acquisti | Acquisti       | Acquisti     | Acquisti |
| R.       | Nome           | da           | Modalità |
| -------- | -------------- | ------------ | -------- |
| A        | Felix Brügmann | Altglienicke |          |

| Cessioni | Cessioni          | Cessioni       | Cessioni |
| R.       | Nome              | a              | Modalità |
| -------- | ----------------- | -------------- | -------- |
| A        | Jermain Nischalke | Magdeburgo U19 |          |

## Risultati

### Regionalliga nordest

#### Girone di andata
| Arbitro: | Greif |

|                                      |           |             |
| Freiberger 11’ Pagliuca 83’ Kurt 90’ | Marcatori | 67’ Gladrow |

| Arbitro: | Burda |

|                  |           |                |
| Reimann 75’, 90’ | Marcatori | 64’ Freiberger |

| Arbitro: | Wartmann |

|             |           |  |
| Zickert 40’ | Marcatori |  |

| Arbitro: | Markhoff |

|          |           |                                     |
| Ihbe 54’ | Marcatori | 66’ Shala 78’ Walther 89’ Nischalke |

| Chemnitz 15 agosto 2021, ore 13:00 CEST 5ª giornata | Chemnitz | 0 – 0 referto | Berliner AK 07 | Stadion an der Gellertstraße (2 739 spett.)\| Arbitro: \| Kluge \| |
| Arbitro:                                            | Kluge    |               |                |                                                                    |

| Arbitro: | Greif |

|            |           |  |
| Gayret 20’ | Marcatori |  |

| Arbitro: | Rauschenberg |

|  |           |                   |
|  | Marcatori | 45’ Pütt 55’ Uzan |

| Arbitro: | Jessen |

|           |           |              |
| Jäpel 32’ | Marcatori | 51’ Pagliuca |

| Arbitro: | Bartnitzki |

|                       |           |                                             |
| Schimmel 65’ Kurt 76’ | Marcatori | 29’ (rig.) Pfeffer 50’ Rangelov 78’ Voufack |

| Arbitro: | Kluge |

|            |           |            |
| Rankić 22’ | Marcatori | 27’ Caciel |

| Arbitro: | Lossius |

|            |           |          |
| Aigner 90’ | Marcatori | 76’ Badu |

| Arbitro: | Wartmann |

|            |           |              |
| Bolyki 90’ | Marcatori | 61’ Pagliuca |

| Arbitro: | Butterich |

|                           |           |  |
| Caciel 48’ Freiberger 79’ | Marcatori |  |

| Arbitro: | Wartmann |

|          |           |                          |
| Will 31’ | Marcatori | 9’ Caciel 76’ Freiberger |

| Arbitro: | Ostrin |

|                                                                 |           |                             |
| Vidovič 3’ Pagliuca 41’ Kircicek 43’ Eppendorfer 74’ Bickel 89’ | Marcatori | 61’ Weigel 63’ (rig.) Heike |

| Arbitro: | Köppen |

|                  |           |              |
| Oesterhelweg 77’ | Marcatori | 42’ Kircicek |

| Arbitro: | Jessen |

|              |           |                |
| Pagliuca 16’ | Marcatori | 61’ Trübenbach |

| Arbitro: | Wartmann |

|                                                 |           |                |
| Kircicek 22’, 24’, 38’ Campulka 61’ Roscher 86’ | Marcatori | 73’ Zimmermann |

| Arbitro: | Bartnitzki |

|  |           |                        |
|  | Marcatori | 64’ Zickert 81’ Caciel |

#### Girone di ritorno
| Arbitro: | Kohnert |

|                 |           |                             |
| Junge-Abiol 90’ | Marcatori | 12’ Freiberger 24’ Campulka |

| Chemnitz 11 dicembre 2021, ore 16:00 CET 21ª giornata | Chemnitz | 0 – 0 referto | Babelsberg | Stadion an der Gellertstraße ( spett.)\| Arbitro: \| Waegert \| |
| Arbitro:                                              | Waegert  |               |            |                                                                 |

| Arbitro: | Wartmann |

|               |           |                                   |
| Martynets 87’ | Marcatori | 2’ Vidovič 70’ Müller 90’ Roscher |

| Chemnitz 29 gennaio 2022, ore 13:00 CET 23ª giornata | Chemnitz | 0 – 0 referto | Lichtenberg 47 | Stadion an der Gellertstraße (822 spett.)\| Arbitro: \| Ostrin \| |
| Arbitro:                                             | Ostrin   |               |                |                                                                   |

| Arbitro: | Jessen |

|                 |           |                           |
| El-Jindaoui 39’ | Marcatori | 56’ Freiberger 80’ Caciel |

| Arbitro: | Rauschenberg |

|                             |           |  |
| Freiberger 18’ Brügmann 90’ | Marcatori |  |

| Arbitro: | Weißbach |

|                                                   |           |                |
| Manske 16’ Derflinger 22’ Inaler 59’ Yildirim 76’ | Marcatori | 38’ Freiberger |

| Arbitro: | Wilske |

|             |           |  |
| Roscher 79’ | Marcatori |  |

| Arbitro: | Bartnitzki |

|           |           |                                 |
| Ogbidi 5’ | Marcatori | 7’ Brügmann 68’ (rig.) Campulka |

| Arbitro: | Wartmann |

|                                             |           |            |
| Kircicek 34’, 80’ Pagliuca 58’ Brügmann 88’ | Marcatori | 84’ Becker |

| Arbitro: | Wien |

|  |           |              |
|  | Marcatori | 32’ Brügmann |

| Arbitro: | Bartnitzki |

|                     |           |                                   |
| Pagliuca 90’ (rig.) | Marcatori | 31’ Bolyki 73’ Beck 77’ Steinborn |

| Arbitro: | Vierock |

|           |           |                          |
| Sauer 21’ | Marcatori | 15’ Brügmann 59’ Pelivan |

| Arbitro: | Ostrin |

|              |           |           |
| Brügmann 87’ | Marcatori | 90’ Zingu |

| Arbitro: | Rauschenberg |

|  |           |                             |
|  | Marcatori | 10’ Freiberger 48’ Brügmann |

| Arbitro: | Köppen |

|              |           |                   |
| Schimmel 58’ | Marcatori | 83’ (rig.) Eisele |

| Arbitro: | Kohnert |

|            |           |              |
| Hansch 36’ | Marcatori | 56’ Campulka |

| Arbitro: | Ostrin |

|               |           |                                              |
| Zimmermann 8’ | Marcatori | 5’ Pagliuca 16’, 74’ Freiberger 35’ Brügmann |

| Arbitro: | Wilske |

|                                                                            |           |  |
| Brügmann 12’ Campulka 66’ (rig.) Bickel 80’ (rig.) Pagliuca 90’ Keller 90’ | Marcatori |  |

## Statistiche

### Statistiche di squadra
| Competizione | Punti | In casa | In casa | In casa | In casa | In casa | In casa | In trasferta | In trasferta | In trasferta | In trasferta | In trasferta | In trasferta | Totale | Totale | Totale | Totale | Totale | Totale | DR  |
| Competizione | Punti | G       | V       | N       | P       | Gf      | Gs      | G            | V            | N            | P            | Gf           | Gs           | G      | V      | N      | P      | Gf     | Gs     | DR  |
| ------------ | ----- | ------- | ------- | ------- | ------- | ------- | ------- | ------------ | ------------ | ------------ | ------------ | ------------ | ------------ | ------ | ------ | ------ | ------ | ------ | ------ | --- |
| Regionalliga | 72    | 19      | 9       | 7       | 3       | 35      | 17      | 19           | 11           | 5            | 3            | 32           | 20           | 38     | 20     | 12     | 6      | 67     | 37     | +30 |
| Totale       | 72    | 19      | 9       | 7       | 3       | 35      | 17      | 19           | 11           | 5            | 3            | 32           | 20           | 38     | 20     | 12     | 6      | 67     | 37     | +30 |

### Andamento in campionato
| Giornata  | 1 | 2 | 3 | 4 | 5 | 6 | 7  | 8  | 9  | 10 | 11 | 12 | 13 | 14 | 15 | 16 | 17 | 18 | 19 | 20 | 21 | 22 | 23 | 24 | 25 | 26 | 27 | 28 | 29 | 30 | 31 | 32 | 33 | 34 | 35 | 36 | 37 | 38 |
| --------- | - | - | - | - | - | - | -- | -- | -- | -- | -- | -- | -- | -- | -- | -- | -- | -- | -- | -- | -- | -- | -- | -- | -- | -- | -- | -- | -- | -- | -- | -- | -- | -- | -- | -- | -- | -- |
| Luogo     | C | T | C | T | C | T | C  | T  | C  | T  | C  | T  | C  | T  | C  | T  | C  | C  | T  | T  | C  | T  | C  | T  | C  | T  | C  | T  | C  | T  | C  | T  | C  | T  | C  | T  | T  | C  |
| Risultato | V | P | V | V | N | P | P  | N  | P  | N  | N  | N  | V  | V  | V  | N  | N  | V  | V  | V  | N  | V  | N  | V  | V  | P  | V  | V  | V  | V  | P  | V  | N  | V  | N  | N  | V  | V  |
| Posizione | 4 | 7 | 5 | 4 | 6 | 7 | 11 | 11 | 11 | 11 | 11 | 12 | 10 | 9  | 9  | 9  | 9  | 9  | 7  | 7  | 7  | 7  | 8  | 7  | 7  | 7  | 6  | 6  | 6  | 5  | 5  | 5  | 6  | 6  | 6  | 6  | 5  | 5  |

Legenda:

Luogo: C = Casa; T = Trasferta. Risultato: V = Vittoria; N = Pareggio; P = Sconfitta.

### Statistiche dei giocatori
| L. Aigner      | 29 | 1  | 4 | 0 |
| R. Bekö        | 0  | 0  | 0 | 0 |
| C. Bickel      | 22 | 2  | 5 | 0 |
| F. Brügmann    | 14 | 9  | 0 | 0 |
| B. Caciel      | 30 | 5  | 2 | 1 |
| T. Campulka    | 37 | 5  | 6 | 0 |
| J. Dittrich    | 0  | 0  | 0 | 0 |
| A. Dorfs       | 0  | 0  | 0 | 0 |
| I. Doğan       | 14 | 0  | 1 | 0 |
| R. Eppendorfer | 3  | 1  | 0 | 0 |
| K. Freiberger  | 36 | 11 | 1 | 0 |
| R. Grym        | 14 | 0  | 3 | 0 |
| J. Jakubov     | 23 | 0  | 2 | 0 |
| J. Jusić       | 0  | 0  | 0 | 0 |
| S. Keller      | 20 | 1  | 1 | 0 |
| F. Kircicek    | 24 | 7  | 1 | 0 |
| O. Kurt        | 29 | 2  | 4 | 1 |
| N. Köhler      | 11 | 0  | 0 | 0 |
| T. Müller      | 26 | 1  | 4 | 0 |
| J. Nischalke   | 3  | 1  | 0 | 0 |
| A. Osso        | 6  | 0  | 0 | 0 |
| K. Pagliuca    | 33 | 9  | 7 | 0 |
| D. Pelivan     | 12 | 1  | 0 | 0 |
| M. Roscher     | 21 | 1  | 1 | 0 |
| S. Roscher     | 16 | 2  | 0 | 0 |
| F. Schimmel    | 27 | 2  | 4 | 0 |
| A. Shala       | 14 | 1  | 3 | 0 |
| J. Vidovič     | 12 | 2  | 0 | 0 |
| N. Walther     | 32 | 1  | 7 | 0 |
| D. Wunsch      | 1  | 0  | 0 | 0 |
| R. Zickert     | 33 | 2  | 5 | 0 |